# Eirik Bakke
Eirik Bakke (Sogndal, 1977. szeptember 13. –) norvég válogatott labdarúgó, edző.
A norvég válogatott tagjaként részt vett a 2000-es Európa-bajnokságon.

## Sikerei, díjai
Brann
- Norvég bajnok (1): 2007

Norvégia U21
- U21-es Európa-bajnoki bronzérmes (1): 1998